# 노스이스턴 대학교
노스이스턴 대학교(Northeastern University)는 보스턴에 위치한 사립 명문 대학이다. 《U.S. 뉴스 & 월드 리포트》지 선정 2020년 종합 미국 대학교 내 랭킹 39위, 2018년 프린스턴 리뷰가 뽑은 인턴십 배정 미국내 학교순위 1위를 차지하였다. 또한, niche에 의하면, 미국 대학교 경영학 순위는 19위로 알려져있다. 총 학부생 약 16,000명, 대학원생 5,500명이 재학 중이며 사립대학 중에서는 규모가 큰 편이다.
노스이스턴대학교는 매년 5,500명 이상의 학생들을 2,000여 개의 기업들로 인턴십을 배치시키고 있으며 연계된 대부분의 회사들이 구글, MTV, UBS 등 Fortune 지 선정 500대 기업들이다. 보스턴 중심부의 울창한 숲과 잘 꾸며진 호수, 고풍스런 붉은색 벽돌의 부촌에 위치한 아름다운 도시형 캠퍼스로 유명하다.

## 입학생 및 졸업생 현황
시간이 갈수록, 합격률은 낮아지고 더욱 더 들어가기 까다로워지는 대학으로 유명하다. 평균 New SAT (미국수능) 점수는 1510 / 1600점으로 알려졌다 (미국내 상위 1%). 평균 Act 점수는 34점 (36점만점)(2018년기준)이다. 입학생들의 SAT/ACT 점수를 기준으로 선정한 미국 대학 순위로는 TOP 25위를 차지했다. 보스턴 칼리지와 보스턴 대학교가 노스이스턴대학교의 대표적인 라이벌이다.
미국에서 가장 빠르게 성장하며, 입학이 점점 어려워지는 학교로 유명하다. 2018년도의 acceptance rate (합격률)은 19%로 같은 사립 2티어 학교들 수준인 뉴욕대, USC, Emory와 같았지만,  2022년도의 합격률이 6.7%로 떨어지며 많은 아이비리그보다 합격이 어렵다는 점에서 비판을 받기도 했다. 또한, 2016년에는 미국에서 가장 많은 application number (고등학생 지원서)를 받은 사립학교로 기록되었다.
노스이스턴 대학교는 4년 안에 졸업 프로그램이 아닌 Co-op(기업-학생 협렵 인턴십)때문에 졸업이 늦어져 6년내 졸업율이 82%로 나타난다.

## 교육 및 연구

### 평가
2019년 미국 고등학교 카운셀러들이 뽑은 랭킹은 15위이다. 또한 재학중에 다양한 인턴십과 수많은 work experience 제공 등으로 2019년 《U.S. 뉴스 & 월드 리포트》지 선정 가장 혁신적인 대학 8위를 차지했다. 또한 미국 아카데미 리뷰 사이트 Niche에서 선정한 (학업/입학률/학비/학교생활 고려) 2019년 미국 50 Best college안에 선정되었다. 지난 20년간 가장 빠른 성장을 이룬 학교로, 매년 《U.S. 뉴스 & 월드 리포트》 순위에서 15위 정도씩 랭킹이 상승하였다.
건축/엔지니어링/컴퓨터/범죄학/간호학/약학 등의 전공 랭킹이 매우 높으며 미국에서 가장 빨리 성장하는 대학으로 선정되기도 하였다. 또한, 경영학 전공랭킹 (비즈니스)은 미국내 19위로 알려져있다. 2018년 Game College Rankings에 따르면 Computer Science and Game Development 전공은 미국내 15위로 알려져 있다. 2016년에는 블룸버그 선정 best business school 5위에 올랐다.

## Co-op 프로그램
Co-op(기업-학생 협력 인턴십) 프로그램을 미국 최초로 도입하여 학기 중 6개월 단위의 인턴십이 최대 3회까지 배치가 되며 유급으로 진행된다. 이 Co-op 프로그램 영향으로 최근 5년간 인턴십 및 취업서비스 분야에서 미국 1위를 차지한 대학이 되었다. ("Princeton Review") 이러한 프로그램으로 인해, 취업률 역시 높다. 미국내 취직률이 가장 높은 대학 중 하나로 유명하다. 실제로 더욱 명성있는 대학에 합격했으나 취업의 유리함이라는 이유로 이 대학교를 입학한다. 2017년 "OPT 프로그램 참가 학생 수" 현황에 따르면 졸업후 현장실습인 OPT(Optional Practical Training) 프로그램에 승인된 학생수는 뉴욕대(6199명), 노스웨스턴 폴리테크닉대(6060명), USC (5844명), 컬럼비아대(5590명), 노스이스턴대(4359명), 텍사스대 댈러스(4192명) 등 순으로 가장 많다.

## 같이 보기
- 사우스 엔드 그라운즈